# 射阳站
射阳站，位于中华人民共和国江苏省盐城市射阳县，是青盐铁路上的火车站，于2018年12月26日启用，由中国铁路上海局集团管辖。

## 歷史
- 2018年12月26日启用。

## 車站周邊
- 报国禅寺
- 鸿海澳龙苏北地区养殖繁育基地

## 外部連結
- 中国铁路客户服务中心 （页面存档备份，存于）